# Jonas Rouhi
Jonas Jakob Rouhi (Botkyrka, 7 januari 2004) is een Zweeds voetballer van Marokkaanse afkomst die bij voorkeur als linksback speelt. Hij debuteerde in 2024 voor Juventus.

## Clubcarrière
Rouhi speelde in Zweden bij Tullinge, Hammarby IF en IF Brommapojkarna. In januari 2020 trok hij naar Juventus. Op 26 augustus 2024 debuteerde hij in de Serie A tegen Hellas Verona. Op 22 oktober 2024 maakte de Zweed zijn opwachting in de UEFA Champions League tegen VfB Stuttgart.